# Авраменко Павло Михайлович
Авра́менко Павло́ Миха́йлович (28 грудня 1923 — 26 вересня 1981) — повний кавалер ордена Слави, у роки німецько-радянської війни командир відділення автоматників стрілецької роти 931-го стрілецького полку 240-й Київсько-Дніпровської стрілецької дивізії 40-ї армії 2-го Українського фронту, молодший сержант — на момент подання до нагородження орденом Слави 1-го ступеня.

## Біографія
Авраменко Павло Михайлович народився 28 грудня 1923 в селі Кіндратівка, в сім'ї селянина. Українець. Закінчив 8 класів. Працював у колгоспі.
У Червоній Армії з 1943 року. У діючій армії з вересня 1943 року. Учасник форсування річки Дніпро, визволення Румунії, Угорщини, Чехословаччини. Був поранений. Командир відділення автоматників стрілецької роти 931-го стрілецького полку (240-я Київсько-Дніпровська стрілецька дивізія, 40-а армія, 2-й Український фронт) єфрейтор Павло Авраменко 19 серпня 1944 західніше міста Камарнікуль (Румунія) з бійцями подолав дротяну загорожу, увірвався в траншею ворога і з автомата винищив багато ворожих вояків. 21 серпня 1944 з відділенням відбив 7 контратак. Наказом від 9 вересня 1944 року за зразкове виконання завдань командування в боях з військами гітлерівської коаліції єфрейтор Авраменко Павло Михайлович нагороджений орденом Слави 3-го ступеня (№ 604791).
Командуючи відділенням, молодший сержант Павло Авраменко в бою за населений пункт Бечкехаза (Чехословаччина) 17 грудня 1944 під вогнем підняв бійців в атаку, вийшов у розташування противника і в бою знищив 9 і разом з бійцями взяв у полон 8 солдатів. 18 грудня 1944 при визволенні населеного пункту Хідбегарда, особисто, гранатами ліквідував кулемет з розрахунком і 7 солдатів німецької армії. Наказом від 29 січня 1945 року за зразкове виконання завдань командування в боях з військами гітлерівської коаліції молодший сержант Авраменко Павло Михайлович нагороджений орденом слави 2-го ступеня (№ 32269).
В бою на підступах до міста Зволен (Чехословаччина) з 12 по 13 березня 1945 року в умовах гірсько-лісистої місцевості, Павло Авраменко, командуючи відділенням, відбив 4 контратаки ворога, чим сприяв виконанню бойового завдання. Указом Президії Верховної Ради СРСР від 15 травня 1946 року за зразкове виконання завдань командування в боях з військами гітлерівської коаліції молодший сержант Авраменко Павло Михайлович нагороджений орденом Слави 1-го ступеня (№ 956), ставши повним кавалером ордена Слави.
У 1945 році П. М. Авраменко демобілізований. Повернувся на батьківщину. Член ВКП (б) / КПРС з 1950 року. З 1947 року працював в колгоспі, потім завідувачем клубом в селі Ленінське (тепер Степне). Помер 26 вересня 1981. Нагороджений орденами Слави 1-го (15.05.1946), 2-го (29.01.1945) і 3-го (9.09.1944) ступеня, медалями. Його ім'я вибите на пам'ятному знаку землякам-героям в місті Білопілля.